# جایزه بزرگ جهان
اف ای وی بی جایزه بزرگ جهان به عبارت دیگر گراندپری جهان یک سری مسابقات بین‌المللی دوره‌ای و سالیانه برای تیم‌های ملی والیبال زنان بود. این مسابقات از سال ۱۹۹۳ هر سال با مدیریت اف ای وی بی برگزار می‌شد.

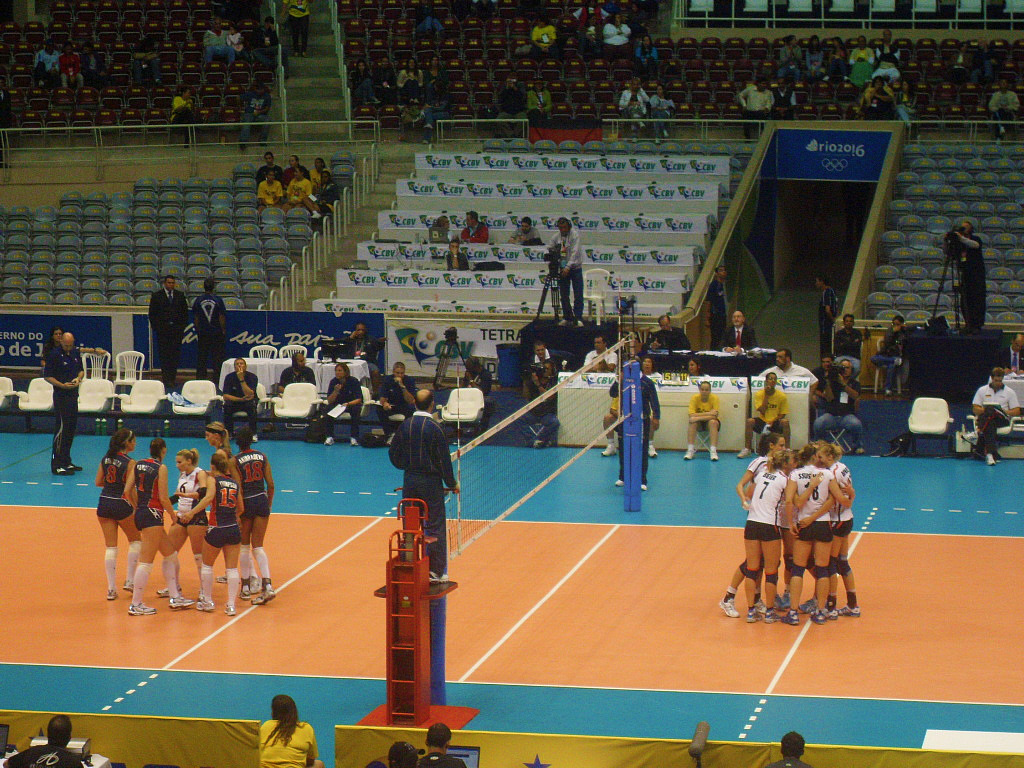
تیم ملی ایالات متحده آمریکا در مقابل تیم ملی آلمان در مسابقات جایزه بزرگ جهانی ۲۰۰۹، در ریو دو ژانیرو

بیشترین تعداد قهرمانی در این مسابقات با ۱۲ دوره به برزیل تعلق دارد.

## نتایج
| ۱۹۹۳ | هنگ کنگ          | · کوبا                | ۳–۰             | · چین     | · روسیه               | ۳–۱             | · برزیل               | ۸ / ۶  |
| ۱۹۹۴ | شانگهای          | · برزیل               | رقابت‌های دوره‌ای | · کوبا    | · چین                 | رقابت‌های دوره‌ای | · ژاپن                | ۱۲ / ۴ |
| ۱۹۹۵ | شانگهای          | · ایالات متحده آمریکا | رقابت‌های دوره‌ای | · برزیل   | · کوبا                | رقابت‌های دوره‌ای | · چین                 | ۸ / ۴  |
| ۱۹۹۶ | شانگهای          | · برزیل               | رقابت‌های دوره‌ای | · کوبا    | · روسیه               | رقابت‌های دوره‌ای | · چین                 | ۸ / ۴  |
| ۱۹۹۷ | کوبه (شهر)       | · روسیه               | رقابت‌های دوره‌ای | · کوبا    | · کرهٔ جنوبی           | رقابت‌های دوره‌ای | · ژاپن                | ۸ / ۴  |
| ۱۹۹۸ | هنگ کنگ          | · برزیل               | ۳–۰             | · روسیه   | · کوبا                | ۳–۱             | · چین                 | ۸ / ۴  |
| ۱۹۹۹ | Yuxi             | · روسیه               | ۳–۰             | · برزیل   | · چین                 | ۳–۱             | · ایتالیا             | ۸ / ۴  |
| ۲۰۰۰ | کزون سیتی        | · کوبا                | ۳–۱             | · روسیه   | · برزیل               | ۳–۱             | · چین                 | ۸ / ۴  |
| ۲۰۰۱ | ماکائو           | · ایالات متحده آمریکا | ۳–۱             | · چین     | · روسیه               | ۳–۰             | · کوبا                | ۸ / ۸  |
| ۲۰۰۲ | هنگ کنگ          | · روسیه               | ۳–۱             | · چین     | · آلمان               | ۳–۱             | · برزیل               | ۸ / ۴  |
| ۲۰۰۳ | آندریا (ایتالیا) | · چین                 | رقابت‌های دوره‌ای | · روسیه   | · ایالات متحده آمریکا | رقابت‌های دوره‌ای | · هلند                | ۱۲ / ۶ |
| ۲۰۰۴ | رجیو کالابریا    | · برزیل               | ۳–۱             | · ایتالیا | · ایالات متحده آمریکا | ۳–۰             | · کوبا                | ۱۲ / ۶ |
| ۲۰۰۵ | سندای            | · برزیل               | رقابت‌های دوره‌ای | · ایتالیا | · چین                 | رقابت‌های دوره‌ای | · کوبا                | ۱۲ / ۶ |
| ۲۰۰۶ | رجیو کالابریا    | · برزیل               | ۳–۱             | · روسیه   | · ایتالیا             | ۳–۲             | · کوبا                | ۱۲ / ۶ |
| ۲۰۰۷ | نینگبو           | · هلند                | رقابت‌های دوره‌ای | · چین     | · ایتالیا             | رقابت‌های دوره‌ای | · روسیه               | ۱۲ / ۶ |
| ۲۰۰۸ | یوکوهاما         | · برزیل               | رقابت‌های دوره‌ای | · کوبا    | · ایتالیا             | رقابت‌های دوره‌ای | · ایالات متحده آمریکا | ۱۲ / ۶ |
| ۲۰۰۹ | توکیو            | · برزیل               | رقابت‌های دوره‌ای | · روسیه   | · آلمان               | رقابت‌های دوره‌ای | · هلند                | ۱۲ / ۶ |
| ۲۰۱۰ | نینگبو           | · ایالات متحده آمریکا | رقابت‌های دوره‌ای | · برزیل   | · ایتالیا             | رقابت‌های دوره‌ای | · چین                 | ۱۲ / ۶ |
| ۲۰۱۱ | ماکائو           | · ایالات متحده آمریکا | ۳–۰             | · برزیل   | · صربستان             | ۳–۰             | · روسیه               | ۱۶ / ۶ |
| ۲۰۱۲ | نینگبو           | · ایالات متحده آمریکا | رقابت‌های دوره‌ای | · برزیل   | · ترکیه               | رقابت‌های دوره‌ای | · تایلند              | ۱۶ / ۶ |
| ۲۰۱۳ | ساپورو           | · برزیل               | رقابت‌های دوره‌ای | · چین     | · صربستان             | رقابت‌های دوره‌ای | · ژاپن                | ۲۰ / ۶ |
| ۲۰۱۴ | توکیو            | · برزیل               | رقابت‌های دوره‌ای | · ژاپن    | · روسیه               | رقابت‌های دوره‌ای | · ترکیه               | ۲۸ / ۶ |
| ۲۰۱۵ | اوماها           |                       |                 |           |                       |                 |                       | ۲۸ / ۶ |

## جدول مدال‌ها
| رتبه  | کشور                | طلا | نقره | برنز | مجموع |
| ۱     | برزیل               | ۱۲  | ۵    | ۱    | ۱۶    |
| ۲     | ایالات متحده آمریکا | ۶   | ۰    | ۲    | ۷     |
| ۳     | روسیه               | ۳   | ۵    | ۴    | ۱۲    |
| ۴     | کوبا                | ۲   | ۴    | ۲    | ۸     |
| ۵     | چین                 | ۱   | ۵    | ۳    | ۹     |
| ۶     | هلند                | ۱   | ۰    | ۰    | ۱     |
| ۷     | ایتالیا             | ۰   | ۲    | ۴    | ۶     |
| ۸     | ژاپن                | ۰   | ۱    | ۰    | ۱     |
| ۹     | آلمان               | ۰   | ۰    | ۲    | ۲     |
| ۹     | صربستان             | ۰   | ۰    | ۲    | ۲     |
| ۱۱    | کرهٔ جنوبی           | ۰   | ۰    | ۱    | ۱     |
| ۱۱    | ترکیه               | ۰   | ۰    | ۱    | ۱     |
| مجموع | مجموع               | ۲۲  | ۲۲   | ۲۲   | ۶۶    |